# Rachel Lumsden
Rachel Lumsden (* 1968 in Newcastle upon Tyne) ist eine britische Künstlerin. Ihr Hauptmedium ist die großformatige Malerei. Sie lebt und arbeitet seit 2002 in St. Gallen (Schweiz) und London.

## Leben
Nach dem BA Fine Arts an der Trent University of Nottingham schloss Lumsden 1998 mit dem Postgraduate MA in Malerei der Royal Academy of Arts Schools in London ihre Ausbildung ab. Parallel zu ihrer künstlerischen Tätigkeit unterrichtet sie seit 2007 als Dozentin an der Hochschule Luzern. Ihre kuratorische Arbeit für den Projektraum nextex würdigte die Stadt St.Gallen 2009 mit dem Förderpreis.

## Werk
Die in Zyklen organisierte Malerei Lumsdens wählt bis 2005 oftmals scheinbar nebensächliche Objekte wie Teekannenwärmer (Werkserie Arclight), um mittels ihrer Darstellung in ungewöhnlicher Perspektive, Größe oder Farbigkeit zu existentiellen Befunden zum Zeitgeschehen zu kommen. In Lumsdens Arbeiten ab 2006 verändert sich diese pars pro toto-Bildstrategie zu einer mehr panoramischen Darstellung des Spannungsfeldes zwischen Zivilisation und Natur (z. B. Werkserie Bird Wars).
Lumsdens Malweise „differenziert...nicht eindeutig zwischen Figuration und Abstraktion, in der Überzeugung, dass sich Malerei zwischen Materialität und der Erzeugung von Illusion, zwischen Oberfläche und imaginärer Dimension frei bewegen darf“. Die Malerin selbst sieht den Malprozess als eine Vermittlungsarbeit zwischen dem Materialcharakter der Farbe und dem Motiv, in der auch der glückliche Zufall eine Rolle spielen könne.
Ihre Foto- und Videoarbeiten spüren ungewöhnlichen, im städtischen Kontext vorgefundenen Situationen nach.

## Ausstellungen

### Einzelausstellungen (Auswahl)
- 1999 Foreign Body, Rivington Gallery London, GB
- 2001 Arc-light, The Spitz Gallery London, GB
- 2006 Dashboard Talisman, Galerie Christian Röllin CH
- 2006 Silent Inhabitants, Kunsthalle Arbon (mit Max Mosscrop), CH
- 2008 Bird Wars, Katharinen St. Gallen, CH
- 2009 Man & Beast, Kunstraum Engländerbau, Vaduz, FL[8]
- 2013 What’s the Time, Mr. Wolf?, Galerie Schönenberger, CH
- 2013 «Drunk in Charge of a Bicycle», Kunstraum Kreuzlingen, CH
- 2013 Six Impossible Things Before Breakfast: Kunstraum Akku, Emmen/Luzern, CH
- 2015 «The Other Island» solo exhibition Galerie Bernard Jordan, Zürich CH
- 2015 «Straight Flush» Galerie Adrian Bleisch CH
- 2017 Rachel Lumsden, Paintings, Fondation Fernet-Branca F
- 2017 Rachel Lumsden, Paintings, Kunsthaus d'art CentrePasquart CH
- 2018 Solo Exhibition, Galerie Bernard Jordan, Paris, FR
- 2018 Rachel Lumsden, Return of the Huntress, Kunst(Zeug)Haus, Rapperswil-Jona CH
- 2018 Rachel Lumsden, In from the blue, Kunstverein Konstanz, City of Konstanz D

### Gruppenausstellungen (Auswahl)
- 2009 AIR 2 Artists in Residence: Substitut, Raum für Aktuelle Kunst, Berlin DE
- 2009–10 Heimspiel, Kunstmuseum St. Gallen
- 2010 Let the Yangzte Flow, Hubei Institute of Fine Art, Wuhan, China
- 2010 arthur#5 Kunsthalle Toggenburg, Switzerland
- 2010 Saatchi Gallery London: the art of giving
- 2011 Überleben: Kunst(Zeug)Haus, Rapperswil-Jona, CH
- 2011 The Open West Cheltenham, GB
- 2012 Central Booking in Berlin, K-Salon, Berlin DE
- 2012 La Suisse est une ville, Salles d’exposition de la Cité international des arts, Paris FR
- 2015 Zwischen Gegenstand und Abstraktion, Galerie am Lindenplatz. Vaduz FL
- 2016 Ausgezeichnet! Museumbickel, Walenstadt CH
- 2016 Im Rausch – zwischen Höhenflug und Absturz, Kunstmuseum Thurgau CH
- 2017 London meets Altdorf, Haus für Kunst Uri CH
- 2018 Zwölf Positionen Zeitgenössischer Malerei, MK2 Uster CH
- 2019 Stadt, Berg, Fluss, Kunstmuseum Singen, DE

## Auszeichnungen
- 2001 Preis der Pollock-Krasner Foundation NY
- 2009 Förderpreis der Stadt St.Gallen
- 2011 Internationaler Kunstpreis des Landes Vorarlberg[9]

## Publikationen
- Rachel Lumsden: Paintings 1998–2008. Bucher, Hohenems 2008, ISBN 978-3-902612-90-8.